# Виктор фон Хоенлое-Лангенбург
Виктор Фердинанд Франц Ойген Густав Адолф Константин Фридрих фон Хоенлое-Лангенбург (на немски: Victor Ferdinand Franz Eugen Gustav Adolf Constantin Friedrich Prinz zu Hohenlohe-Langenburg; * 11 декември 1833, Лангенбург; † 31 декември 1891, Лондон) е принц от Хоенлое-Лангенбург, граф на Глайхен, английски адмирал, скулптор, и художник на акварели.

## Биография
Той е най-малкият син на княз Ернст I фон Хоенлое-Лангенбург (1794 − 1860) и съпругата му принцеса Феодора фон Лайнинген (1807 – 1872), дъщеря на княз Емих Карл фон Лайнинген (1763 – 1814) и втората му съпруга принцеса Виктория фон Сакс-Кобург-Заалфелд (1786 – 1861). Внук е на княз Карл Лудвиг фон Хоенлое-Лангенбург (1762 – 1825). Майка му Феодора фон Лайнинген е по-голяма полусестра на Кралица Виктория (упр. 1837 – 1901) и племенница на белгийския крал Леополд I (упр. 1831 – 1865).
През 1848 г. Вуктор става офицер в Британската марина. През 1855 г. служи в Средиземно море, а през 1856 г. в Източна Индия. През 1857 г. е повишен на командир на фрегата в Средиземно море. През 1866 г. се оттегля от активната служба и на 23 ноември 1881 г. е повишен на адмирал. След оттеглянето му от активната морска служба той става скулптор и художник.

## Фамилия
Виктор фон Хоенлое-Лангенбург се жени на 24 януари 1861 г. в Лондон (морганатичен брак) за леди Лаура Вилхелмина Сеймур (* 27 януари 1833, Лондон; † 13 февруари 1912, Лондон), дъщеря на Дхордж Францис Сеймоур-Конвай (1787 – 1870) и Георгиана Мари Беркелей (1793 – 1878). Тя е издигната на 24 януари 1861 г. на графиня фон Глайхен. Те имат четири деца:
- Феодора Георгина Мауд Сеймоур (* 20 декември 1861, Лондон; † 22 февруари 1922, Лондон), на 12 септември 1917 г. се отказва от немската си титла графиня фон Глайхен и става маркиза/лейди, неомъжена, британска художничка и скулпторка
- Алберт Едуард Вилфред фон Глайхен (* 15 януари 1863, Лондон; † 14 декември 1937, Лондон), граф на Глайхен, генерал-майор, женен на 2 юли 1910 г. в Лондон за Силвия Гай Едвардес (* 16 февруари 1880; † 27 октомври 1942)
- Виктория Алице Леополдине Ада Лаура фон Глайхен (* 28 ноември 1868, Лондон; † 10 септември 1951, Лондон), омъжена на 5 декември 1905 г. в Лондон за полковник Перци Вилфред Мачел (* 5 декември 1863; † 1 юли 1916, в битка)
- Хелена Емили фон Глайхен (* 1 февруари 1873, Лондон; † 28 януари 1947, Кам, Англия), на 12 септември 1917 г. се отказва от немската си титла графиня фон Глайхен и става маркиза/лейди, неомъжена, британска художничка